# Lopolite
Lopolite (do grego, lopas, que significa "bacia") é um corpo invasivo encontrado em rochas ígneas.